# Cyril Bessy
Cyril Bessy (Villefranche-sur-Saône, 29 de mayo de 1986) es un ciclista francés.

## Biografía
Debutó como profesional en 2009 con el equipo Besson Chaussures-Sojasun. Ganó su primera carrera como profesional el 20 de marzo de ese año al ganar la Clásica de Loire-Atlantique.

## Palmarés
2008 (como amateur)
- 1 etapa del Tour de Saboya

2009
- Clásica de Loire-Atlantique

2010
- 1 etapa del Tour de Alsacia

## Resultados en Grandes Vueltas
| Carrera | Carrera         | 2009 | 2010 | 2011 | 2012 | 2013 |
| ------- | --------------- | ---- | ---- | ---- | ---- | ---- |
|         | Giro de Italia  | —    | —    | —    | —    | —    |
|         | Tour de Francia | —    | —    | —    | —    | —    |
|         | Vuelta a España | —    | —    | —    | —    | Ab.  |

—: no participa
Ab.: abandono